# خط ۳ متروی اصفهان

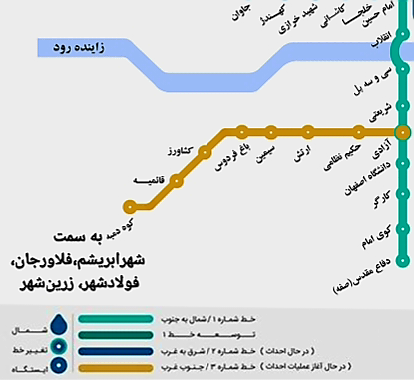
نقشه خط ۳ متروی اصفهان

خط ۳ متروی اصفهان یک خط قطار درون‌شهری است که از ایستگاه میدان بزرگ آزادی (دروازه شیراز) آغاز می‌شود و با عبور از بلوار دانشگاه اصفهان و بلوار ارتش و بلوار کشاورز به پایانه جنوب غرب اصفهان واقع در کنار کوه سفید حد فاصل پل شهرابریشم و باغ ارم  می رسد و سپس به سمت شهر های ابریشم،فلاورجان، فولادشهر و زرین‌شهر امتداد می‌یابد. طول این مسیر حدود ۹ کیلومتر و شامل ۸ ایستگاه می‌باشد. ادامه این خط از میدان آزادی تا میدان لاله است که از مصلی اصفهان و تخت فولاد می‌گذرد اما هنوز برنامه‌ریزی نشده‌است. 
این خط با خط ۱ متروی اصفهان و خط ۱ اتوبوس تندرو اصفهان BRT تلاقی دارد.

## ایستگاه‌ها
| شماره | نام                                     | موقعیت                                       | وضعیت          | شروع به کار | توضیحات                    |
| ----- | --------------------------------------- | -------------------------------------------- | -------------- | ----------- | -------------------------- |
| ۱     | ایستگاه آزادی                           | میدان آزادی (دروازه شیراز)                   | فعال           | ۱۳۹۶        | تلاقی با خط ۱ اتوبوس تندرو |
| ۲     | ایستگاه حکیم نظامی                      | خیابان حکیم نظامی                            | در مرحله طراحی |             |                            |
| ۳     | ایستگاه ارتش                            | خیابان ارتش                                  | در مرحله طراحی |             |                            |
| ۴     | ایستگاه سیمین                           | بلوار کشاورز، سه راه سیمین                   | در مرحله طراحی |             |                            |
| ۵     | ایستگاه باغ فردوس                       | بلوار کشاورز، باغ فردوس                      | در مرحله طراحی |             |                            |
| ۶     | ایستگاه کشاورز                          | بلوار کشاورز                                 | در مرحله طراحی |             |                            |
| ۷     | ایستگاه قائمیه                          | محله قائمیه                                  | در مرحله طراحی |             |                            |
| ۸     | ایستگاه اسلام‌آباد (کوه دمبه و کوه سفید) | کنار کوه سفید حد فاصل باغ ارم و تقاطع اندیشه | در مرحله طراحی |             | دپو                        |

### ایستگاه آزادی

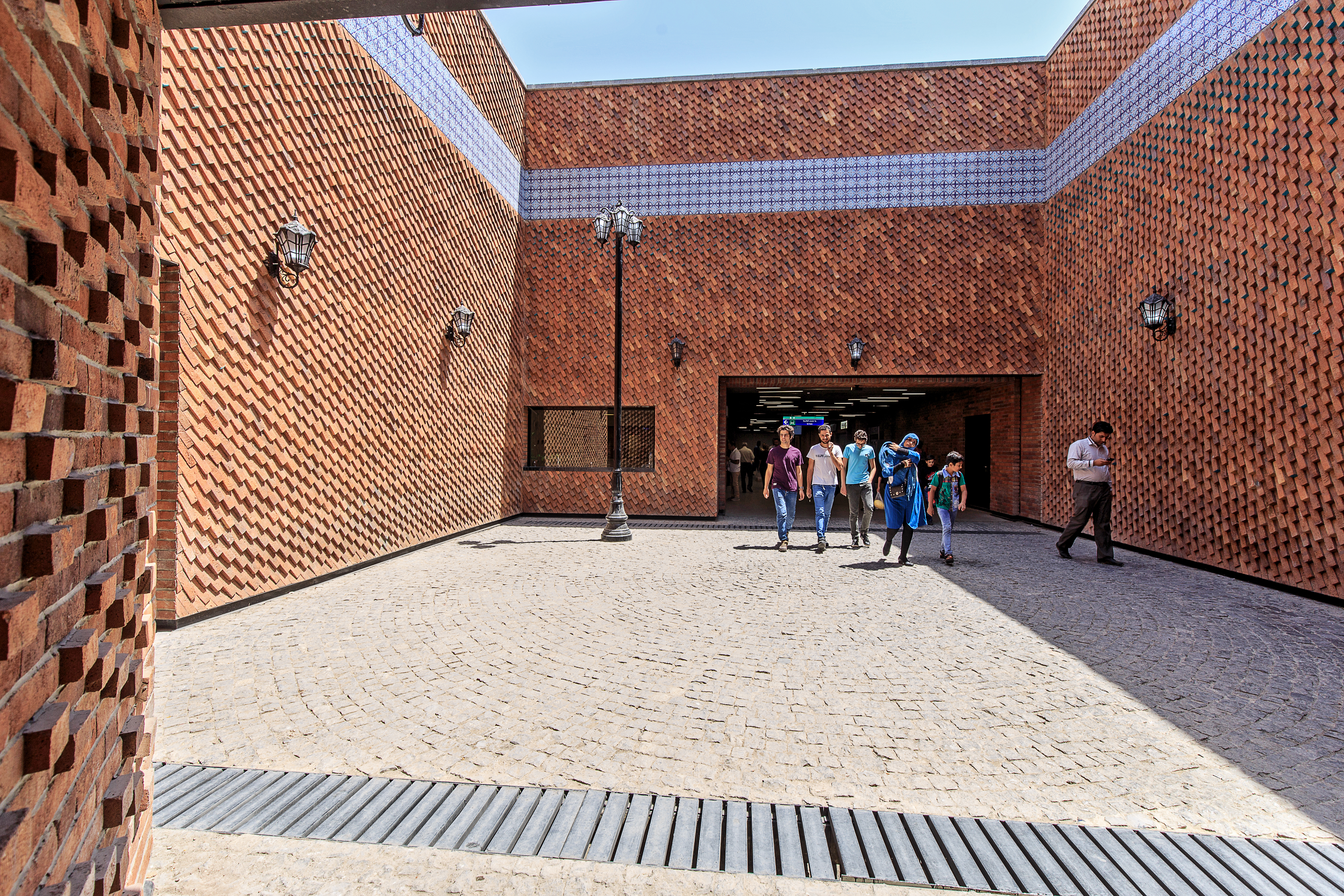
نمای حیاط ایستگاه متروی آزادی

ایستگاه آزادی شانزدهمین ایستگاه مترو اصفهان در مسیر اتصال شمال به جنوب خط یک است. این ایستگاه با معماری زیبا و مفهومی خود با استفاده از مفاهیم معماری ایرانی در محل دروازه شیراز (آزادی) اصفهان ساخته شده‌است. ایستگاه آزادی، یک ایستگاه تقاطعی است که در محل تلاقی خطوط یک و سه متروی اصفهان در محل سابق باغ تاریخی هزار جریب و میدان آزادی فعلی قرار می‌گیرد.
در طرح معماری به تبع فضاهای شهری تاریخی، راسته حرکتی از چهارسمت میدان به صورت ارگانیک به چهار چهارسوی روباز می‌رسد که مفصل حرکتی به سوی بلیط‌فروشی است. سالن بلیط‌فروشی که با محور خط ۳ به دو نیم‌کره شمالی و جنوبی تقسیم شده، محل اصلی تلاقی حرکت‌هاست. از پیاده‌هایی که از چهارسمت آمده‌اند و به پایین حرکت می‌کنند تا به مقصدشان در چهار سمت شرق و غرب و شمال و جنوب ایستگاه بروند. کل ایستگاه یک مفهوم فضای شهری‌ست که باید محل باکیفیتی برای شهروندان باشد. چهار ورودی در هر سمت میدان با چهار حیاط مربع شکل ۱۰x۱۰ در هرسمت در مسیر دسترسی، به نشانه چهاربخش باغ تاریخی، آسمان را به داخل ایستگاه آورده و با تغییر رنگ کاشی کتیبه، چهار فصل را در چهار سمت میدان نمایش می‌دهد تا به شناخت حس مکان هریک کمک کند. در طراحی ایستگاه توجه به مفهوم معماری ایرانی و سیر حرکتی از فضای باز بیرون به فضاهای نیمه بازی و فضاهای مکث مدنظر قرار گرفته و با استفاده از ۴ فضای روباز در مسیر حرکت در محل ارتباط به بلیط فروشی، همچون چارسوهای بازار جهت حرکت مسافران تعریف شده‌است.

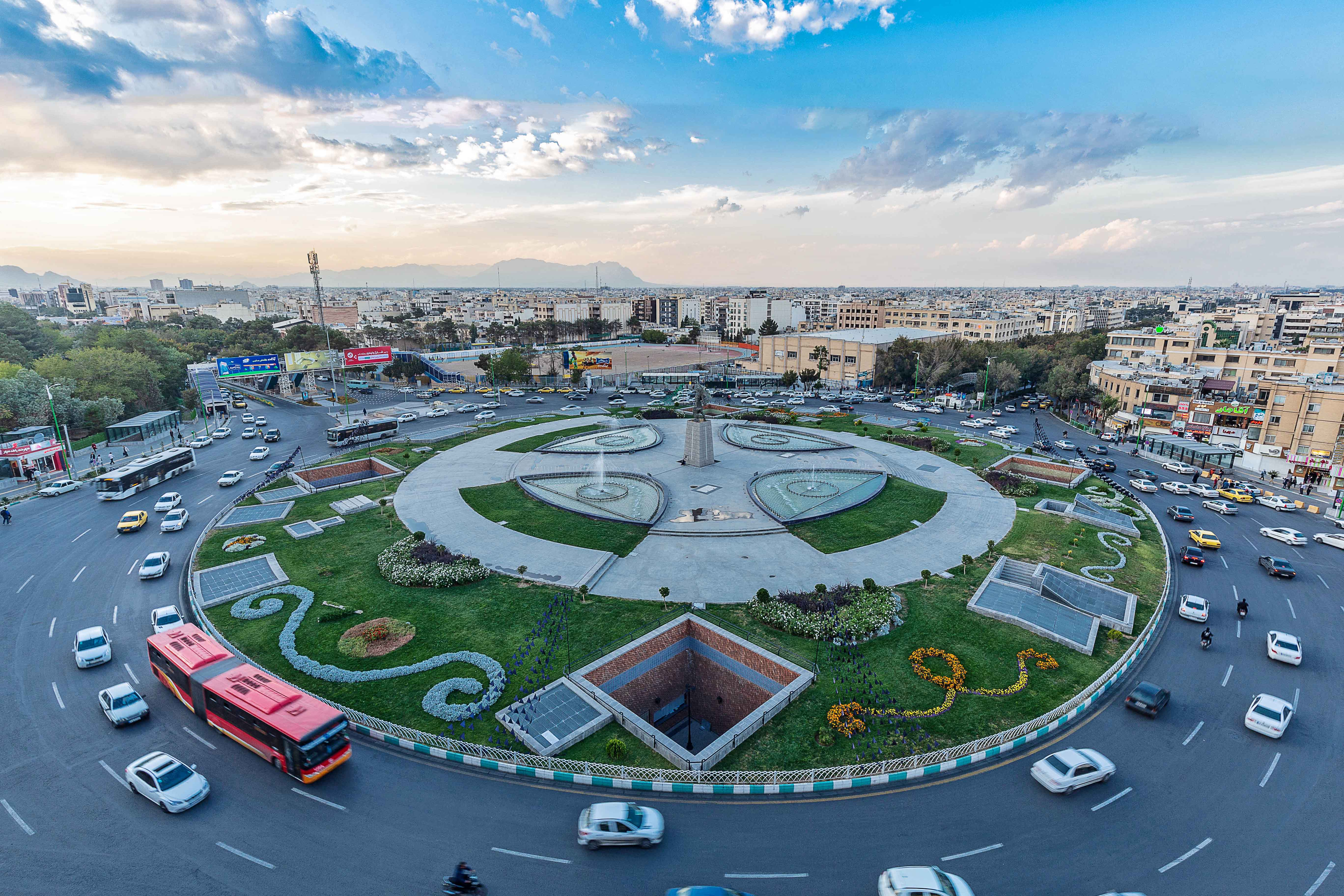
فضای سبز سطح میدان آزادی بر روی ایستگاه مترو

## اصفهان - زرین شهر
این خط به طول ۵۷ کیلومتر از ایستگاه آزادی دروازه شیراز اصفهان آغاز و با عبورکردن از ایستگاه متروی  شهر ابریشم، فلاورجان، فولادشهر، زرین شهر، شهر و کارخانه ذوب آهن اصفهان به شهروندان این مناطق نیز سرویس دهی می‌کند.